# Marián Cano García
Marián Cano García (la Nucia, 1969) és una empresària i política valenciana, consellera d'Innovació, Indústria, Comerç i Turisme al Consell de la Generalitat Valenciana presidit per Carlos Mazón.
Llicenciada en Dret per la Universitat Complutense de Madrid i postgrau en Direcció Comercial i Màrketing per l'ESIC. Ha treballat per a l'antic Institut Valencià de l'Exportació (IVEX) com a delegada a Nova York, més tard s'incorpora a una empresa immobiliària i, per acabar, al sector del calcer. En aquest darrer va escalar posicions com a responsable gerent de l'Associació Valenciana d'Empreses del Calcer (AVECAL) que aglutina les patronals dels principals nuclis industrials d'aquest sector a Elx, Villena, Elda i la Vall d’Uixó.
El vincle de Cano amb la política li ve de l'àmbit familiar. El seu pare Camilo Cano va ser alcalde l'últim alcalde franquista i primer de l'etapa democràtica a la Nucia (Marina Baixa), i el seu germà Bernabé Cano el va succeir com a batlle del poble amb el Partit Popular (PP). Marián Cano també va exercir de regidora al govern municipal presidit pel seu germà com a responsable d'hisenda.
El novembre de 2024 és nomenada consellera d'Innovació, Indústria, Comerç i Turisme del Consell de la Generalitat de Carlos Mazón (PP). L'anterior consellera Nuria Montes realitzà unes controvertides declaracions públiques, que amb les gestions realitzades en el marc de la Gota freda que afectà diverses comarques i provocà més de 200 víctimes mortals, precipitaren la crisi de govern.